# قرن الإهانة

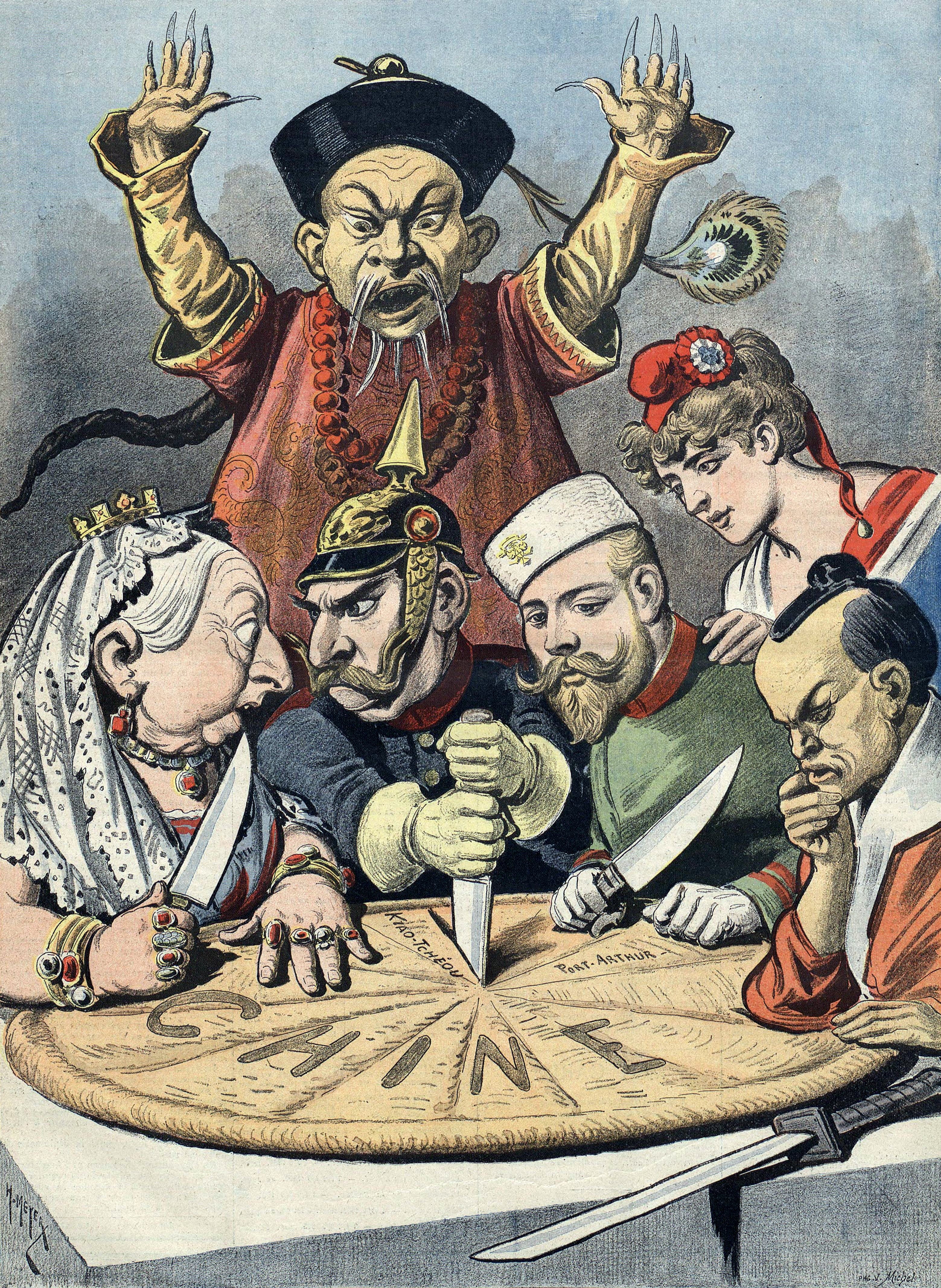
كاريكاتير سياسي يصور تقاسم القوى الغربية (من بينها روسيا) واليابان الصين.

قرن الإهانة (بالصينية: 百年國恥) هو وصف لفترة تدخل القوى الغربية (من بينها روسيا) واليابان في الصين ما بين عام 1839 و1949. وظهر المصطلح في 1915 في فترة تأجج الروح الوطنية الصينية ورفض المطالب الإحدى والعشرين التي قدمتها الحكومة اليابانية للصين وقبلها يوان شيكاي. وعمل كل من الحزبين المتنازعين، الحزب الشيوعي الصيني والحزب القومي الصيني على إشاعة استخدام المصطلح.
توقيت نهاية قرن الإهانة هو محل افتراضات مختلفة. فقد أعلن كل من ماو تسي تونج وشيانج كاي شك نهاية قرن الإهانة مع نهاية الحرب العالمية الثانية، حيث أشار شيانج كاي تشك لمقاومة حزبه الاحتلال الياباني ووقوف الصين إلى جانب الحلفاء الأربعة الكبار المنتصرين في الحرب. وأعلن ماو تسي تونج نهاية قرن الإهانة مع تأسيس جمهورية الصين الشعبية.

## التعليق والنقد
ينتقد جين إي. إليوت الادعاء بأن الصين رفضت التحديث وأنها لم يكن بإمكانها هزيمة الجيوش الغربية ويصف ذلك بأنه ادعاء يحمل تبسيطًا للأحداث، وأشار إلى أن الصين قد عملت على تحديث عسكري ضخم في نهاية القرن التاسع عشر بعد عدة هزائم، وأنها اشترت أسلحة من الدول الغربية وصنعت أسلحتها في ترساناتها الخاصة، مثل ترسانة هانيانج خلال ثورة الملاكمين. كذلك تساءل إليوت حول أثر الانتصارات الغربية على المجتمع الصيني مشيرًا إلى أن القرويين الصينيين (وهم في هذه الفترة يشكلون 90% من السكان) كانوا يعيشون خارج مناطق التنازلات التي وافقت عليها السلطات الصينية وأن حياة القرويين اليومية استمرت دون أن يشعر هؤلاء بأي إهانة.
رأى مؤرخون أن ضعف سلالة تشينج أمام القوى الغربية في القرن التاسع عشر يعود إلى ضعف قواتها البحرية، وأنها استطاعت تحقيق انتصارات عسكرية على الغرب في المعارك البرية. يقول المؤرخ إدوارد إل. درير «إهانات الصين في القرن التاسع عشر كانت مرتبطة بقوة بضعفها وإخفاقاتها في البحر. في بداية حرب الأفيون، لم تمتلك الصين قوة بحرية موحدة ولم تدرك مدى ضعفها أمام هجوم بحري. أبحرت البحرية البريطانية إلى أي مكان تريده. وفي حرب السهم (1856-60) لم تتمكن القوات البحرية الصينية من منع البحرية الفرنسية والبريطانية من الإبحار إلى خليج چيلي والإبرار في مواقع قريبة من بكين. لكن قوات صينية جديدة - ليست حديثة تمامًا - تمكنت من قمع تمردات حدثت في وسط القرن التاسع عشر، واضطرت روسيا إلى تسوية سلمية حول مناطق حدودية في آسيا الوسطى وهزمت القوات الفرنسية في البر خلال الحرب الصينية الفرنسية (1884 - 1885). لكن الهزيمة البحرية والتهديد الناتج عنها لحركة السفن البخارية إلى تايوان، أجبرا الصين على قبول سلام تحت شروط غير مواتية».

## استشهادات
1. ↑  "الانتشار النووي الصيني". الخليج. 29 يوليو 2017. مؤرشف من الأصل في 2019-05-31. اطلع عليه بتاريخ 2019-05-31.
2. ↑  Adcock Kaufman، Alison (2010). "The "Century of Humiliation," Then and Now: Chinese Perceptions of the International Order". Pacific Focus. ج. 25 ع. 1: 1–33. DOI:10.1111/j.1976-5118.2010.01039.x.
3. ↑  Carlos Yu-Kai Lin؛ Victor H. Mair (2 مارس 2020). Remembering May Fourth: The Movement and its Centennial Legacy. BRILL. ص. 4–. ISBN:978-90-04-42488-3. مؤرشف من الأصل في 2023-09-01.
4. ↑  Jane E. Elliott (2002). Some did it for civilisation, some did it for their country: a revised view of the boxer war. Chinese University Press. ص. 143. ISBN:962-996-066-4. مؤرشف من الأصل في 2021-11-08. اطلع عليه بتاريخ 2010-06-28.
5. ↑  PO، Chung-yam (28 يونيو 2013). Conceptualizing the Blue Frontier: The Great Qing and the Maritime World in the Long Eighteenth Century (PDF) (Thesis). Ruprecht-Karls-Universität Heidelberg. ص. 11. مؤرشف من الأصل (PDF) في 2021-03-02.
6. ↑  Edward L. Dreyer, Zheng He: China and the Ocean in the Early Ming Dynasty, 1405–1433 (New York:
Pearson Education Inc., 2007), p. 180